# Al Kuwait Sports Clubstadion
Het Al Kuwait Sports Clubstadion is een multifunctioneel stadion in Koeweit, Koeweit. Het stadion wordt vooral gebruikt voor voetbalwedstrijden, de voetbalclub Kuwait SC maakt gebruik van dit stadion. Ook het nationale elftal speelt weleens in dit stadion. In het stadion is plaats voor 18.500 toeschouwers.

## Internationale toernooien
In 2009 werd in dit stadion de finale van de AFC Cup 2009 gespeeld. Die ging tussen Kuwait SC en het Syrische Al-Karamah. Kuwait won de finale met 2–1. In 2017 werd van dit stadion gebruikgemaakt voor de Golf Cup of Nations 2017, er werden 6 groepswedstrijden gespeeld.